# Black Swan Records
Black Swan Records was een Amerikaans platenlabel. Het werd in 1921 opgericht in Harlem, New York en was het eerste grote label dat eigendom was van, beheerd werd door en gericht was op Afro-Amerikanen.

## Een platenlabel voor 'zwarten'
In 1920 besloot zakenman Harry Pace niet langer samen te werken met bluesmuzikant W.C. Handy (de 'vader van de blues'), met wie hij al jaren liedjes componeerde en een muziekuitgeverij had, Pace and Handy Sheet Music. De grote 'blanke' platenmaatschappijen namen hun liedjes af om ze door blanken te laten zingen, maar 'zwarten' kregen niet de kans platen te maken. Hij richtte daarom begin 1921 de Pace Phonograph Company op met de bedoeling platen uit te geven voor de negroe-market, gezongen door zwarte musici. Een van de directeuren werd de mensenrechtenactivist, historicus en schrijver W.E.B. Du Bois. Het doel van de nieuwe onderneming was platen uit te brengen op een nieuw label, Black Swan Records, vernoemd naar de negentiende-eeuwse operaster Elizabeth Taylor Greenfield die bekendstond als Black Swan (Zwarte Zwaan). Het label werd tegengewerkt door de 'blanke' platenmaatschappijen. Zo werd een platenpers-bedrijf opgekocht om te verhinderen, dat Pace er zijn platen kon laten persen. Maar na enige tijd lukte het hem om platen onder het Black Swan-label uit te brengen.

## Bloeitijd en ondergang
De eerste platen die op Black Swan uitkwamen werden gezongen door C. Carroll Clarke, vaudeville-zangeres Katie Crippen en Revella Hughes. De pianist bij de opnames was Fletcher Henderson, die tot de herfst van 1921 de opnameleiding bij Black Swan-opnames had, de band leidde en piano speelde. In de zomer van 1921 volgden opnames van blueszangeres Ethel Waters. Haar plaat met "Down Home Blues" en "Oh Daddy" werd een grote hit en verkocht in korte tijd een half miljoen exemplaren. Eind 1921 maakte een aantal Black Swan-artiesten een zeer succesvolle vaudeville-tour onder de naam Black Swan Troubadours, inclusief de nu beroemde Ethel Waters. De zwarte muzikanten kregen bekendheid en aanhang en Ethel Waters trad op voor de radio-ze was de eerste zwarte artiest die dat deed. En de platenverkopen van Black Swan Records stegen. Het bedrijf breidde uit, ook internationaal, kocht een platenpers-bedrijf en richtte zich nu ook op andere muziek-genres, zoals opera en klassieke muziek. Het was het eerste label dat zwarte klassieke musici opnam. Ook werden nu platen van blanke bands uitgegeven. 
Een gevolg van het succes van Black Swan en zijn zwarte muzikanten was, dat 'blanke' platenmaatschappijen als Okeh, Paramount en Columbia nu ook in 'zwarte muziek' geïnteresseerd waren. De competitie werd enorm en Fletcher Henderson en Ethel Waters namen niet langer meer exclusief voor Black Swan op. De sterke opkomst van de radio leidde tot sterk dalende verkopen en deed het bedrijf van Pace en zijn label uiteindelijk de das om. In december 1923 werd Black Swan Records bankroet verklaard. In mei 1924 kwamen de rechten in handen van Paramount Records, die het Black Swan-label echter al snel opdoekte. 
In de jaren negentig werd het label nieuw leven ingeblazen voor de heruitgave van oude jazz- en bluesopnames van Black Swan en Paramount op cd. De cd's worden uitgegeven door George H. Bucks Jazzology Records/GHB-group.
In totaal heeft Black Swan ruim 180 platen uitgebracht. Artiesten die op Black Swan uitkwamen, waren naast Ethel Waters onder meer James P. Johnson, Bessie Allison, jazz- en blueszangeres Lucille Hegamin en blueszangeres Alberta Hunter. Enkele later bekend geworden jazzmusici speelden mee op opnames, zoals Don Redman, Gus Aiken en Bud Aiken.